# 크라이시스 2
《크라이시스2》(Crysis 2)는 독일 개발사 크라이텍이 개발한 일인칭 슈팅 게임이다. 같은 회사가 개발한 크라이엔진 3를 이용한 그래픽과 물리, 인공 지능이 우수한 게임이다.

## 게임 방식
크라이텍이 개발한 전작 크라이시스 와 달리 이번 크라이시스2 에서는 자유도가 현저히 떨어졌다. 전작에서는 다양한 방법으로 목표를 달성할 수 있는 것과
달리 이번 작에서는 일직선형으로 바뀌어 버렸다.
플레이어는 모든 무기를 소음기, 스코프, 레이저포인트, 유탄발사기, 확장탄창 같은 장비를 통해 개량할 수 있다. 게다가 주인공이 입은 미군의 프로토타입 "나노 슈트 2" 역시 플레이어의 취향대로 개량될 수 있다. 이 슈트로 주인공은 장갑을 나르고, 중화기를 쓰며 이동 시의 숨거나, 빠른 속도로 달리며 더 높이 뛰며, 총알을 막으며 전장에서 사용할 수 있다. 하지만 이런 모든 행동은 슈트의 에너지가 채워져 있어야만 가능하다.

## 참고
- 음악 디렉터로 한스 치머가 발탁돼 많은 관심을 받았다. 이외에 콜 오브 듀티: 모던 워페어 2에서 치머와 공동작업을 했던 론 밸프도 참여하였다.
- 발매전 스토리작가가 헤일로를 비꼬았다.
- 전작 크라이시스를 하지 않아도 게임 진행에 지장이 없다.
- 발매전 목표 판매량을 700만 장으로 잡았으나, 2011년 7월 28일 기준으로 300만 장 출하에 그쳤다.
- 크라이시스 2는 2011년 가장 불법 공유가 많이 된 게임이라는 불명예를 얻었다.

## 이야기
서기 2023년, 외계인과의 전쟁이 끝난지 3년 후에 갑자기 이상한 증세를 한 사람이 점점 많아지면서 녹아내리기 시작한다. 과학자들이 밝힌 이 병의 증세는 맨해튼 바이러스로 치유가 불가능한 희귀병이었다.거기에다가 뉴욕 맨해튼 센트럴 파크 지하 본거지에서 은둔중이던 CEPH라는 외계인까지 지상 침공을 시작해,사람들은 대혼란에 빠진다.
이에 미 정부 안일한 대처 끝에 맨해튼 바이러스에 대한 모든 정보를 알고 있는 굴드 박사를 구출해내기 위해 미 해병대 소속 퍼스트 리콘(First Recon)을 파견하지만, 이들은 허드슨강에서 CEPH 공격선에게 공격을 받게 된다. 한편, 하그리브와의 한바탕의 언쟁을 한 뒤 맨해튼 섬으로 돌아온 델타분견대장 프로핏은 CRYNET 사설 군수 회사 소속 사설군 CELL에게 나노슈트가 바이러스를 뿌리고 다닌다는 명목으로 쫓기기 시작하고, 그는 나노슈트의 능력으로 포위망을 뚫기 시작한다.
하지만 프로핏은 나노슈트를 착용한 후 감염된 바이러스 때문에 산 송장이 되어가고 있었고, 자신이 끝내야 할 일(이 일은 스토리를 진행하다 보면 알 수 있다.)을 대신 해 줄 사람을 찾다 굴드 박사로부터 연락을 받고 퍼스트 리콘을 찾아간다.
하지만 프로핏이 발견한 것은CEPH 공격선의 공격에 전사한 퍼스트 리콘 대원들. 그런데 그때 그는 이 게임의 주인공이자 퍼스트 리콘의 유일한 생존자(물론 동료 치노는 살아남아 다시 만나게 된다.) '알카트라즈'를 찾아내고 다시 다가오는 CEPH 공격선을 격추시키고 알카트라즈를 구출한다. 프로핏은 슈트를 알카트라즈에게 넘기고 자신이 맡은 임무를 대신하도록 하고 마지막 남은 권총 한 발로 자살을 택한다.
8시간 후,기절에서 깨어난 알카트라즈는 굴드 박사로부터 당장 자신이 있는 곳으로 와달라는 무전을 받았고 이동하기 시작한다.이제 그는 전반부에는 CELL,후반부에는 CEPH와 싸워야 한다.
그의 손에 뉴욕 시의 운명이 달려있는데......

## 등장인물,등장세력
알카트래즈(Alcatraz)
크라이시스 2의 주인공. 미 해병대 퍼스트 리콘의 일원. 굴드 박사의 신변 확보를 위해 잠수함을 이용해 허드슨 강으로 진입했으나 Ceph의 공격으로 죽음에 가까운 치명상(폐, 우심실, 늑골과 척추 4, 5, 6번 총상)을 입었으며 나노슈트에 의지해서 목숨을 부지한다. 자신의 목숨을 구해준 프로핏에게 "나노슈트 2.0"을 물려받는다. Ceph의 공격으로 인해 성대를 다쳐 말을 할 수 없으므로 게임 도중 대사는 없으며 엔딩동영상에서 자신의 이름을 묻는 칼 라슈에게 자신을 프로핏이라고 말한다.
로렌스 반즈 소령. 코드명 프로핏(Prophet)
전작 크라이시스의 랩터팀 리더. 이번작에서 알카트래즈에게 나노슈트를 양도하고 자신과 슈트의 연결을 끊기 위해서 자살한다. 프로핏은 전작에서는 비중있게 다루어지지는 않았으나 전작과 후속작의 연결고리가 되는 중요한 인물이다. 전작 게임이 시작될 때 이미 작전의 세부사항 또는 비밀지시를 알고 있었으며, 임무를 수행하다가 Ceph에게 끌려간다. Ceph의 본거지에서 지구침공계획을 알게되며, 그곳에서 외계인의 무기와 나노슈트를 결합해 사용한다. 링산 섬에 핵무기가 투하될 때 섬에 있었으나 사망하지 않았다. 그 후 3년간 무엇을 했는지는 확인되지 않았으며 뉴욕 센트럴파크 지하에 있는 Ceph의 본거지에도 갔던 것으로 보인다. 프로핏의 나노슈트는 링산섬에서 착용한 것과 다른 것으로, 외관과 성능면에서 모두 향상된 나노슈트 2.0이다. 그는 죽은 후 나노슈트의 인공지능에 통합되어 하나의 인격체로서 알카트래즈를 돕게 된다.
도미닉 록하트(Dominic Lockhart)
CELL의 사령관. 격리된 뉴욕지구(크라이시스 존)의 방역과 치안을 맡은 자. 자신의 조카 중 한명이 나노슈트 프로젝트 실험 중 사망한 것에 대해서 신기술에 대한 거부감을 갖고 있으며 그 원한을 잊지못하고 알카트래즈를 프로핏으로 오인하고 공격한다. 하그리브의 지시에 의해 알카트래즈에게 제거당할때까지 끝까지 나노슈트의 진의를 알아채지 못한다.
타라 스트릭랜드(Tara Stricland)
CELL의 특별고문. 전작 '크라이시스'에서 등장했던 스트릭랜드 소령의 딸이다. 해군 특수전단(SEAL)에서 복무하다가 아버지가 2020년 링산에서 전사한 후 마약, 음주 등으로 비뚤어져 불명예제대한 후 CELL에서 일하고 있다. 록하트의 옆에서 그를 보좌하는 것이 주 임무지만 록하트의 행동을 하그리브에게 보고하는 일도 하고 있는 것으로 보인다. 그녀의 실제 정체는 CIA 특수작전단 요원이며 네이슨 굴드 박사와 프로핏의 구출 임무를 미 해병대에 지시한 인물이다.
제이콥 하그리브(Jacob Hargreve)
CRYNET의 창립 중역이자 CELL의 대주주. 항상 화면으로만 등장하고 실제로 본 사람은 없다고 한다. "나노슈트"를 제작한 장본인이다. 나노슈트의 진보된 기술은 1910년 러시아의 퉁구스카에 추락한 외계물체로부터 습득한 것으로 보인다. 그가 100년 넘게 생존해 있는 이유는 자신의 몸을 특수제작된 보존기계 안에 넣고 의식만 활동하게 해놓았기 때문이다. Ceph가 침공할 것을 이미 알고 오래전부터 뉴욕에 CRYNET에 거점을 만들고 나노슈트를 이용해 외계인과의 싸움에서 인류가 생존하기 위한 방법을 모색한다.
네이슨 굴드 박사(Dr. Nathan Gould)
나노슈트 전문가. 정확한 설명은 없으나 이름으로 보아 하그리브, 라슈와 함께 퉁구스카를 탐사한 윌리엄 굴드의 자손 혹은 아들로 보인다. [윌리엄 굴드라는 이름은 하그리브의 방에서 바이저로 전시된 물품들을 탐색하면 보인다]
치노(CHINO)
미 해병대. 알카트래즈의 동료. Ceph의 첫 공격때 전사한줄 알았으나 살아남아서 알카트래즈와 함께 싸운다.
바클레이 대령(Col.Barclay)
미 해병대 대령. 뉴욕출신. 맨해튼 바이러스가 창궐하자 뉴욕에 투입된 미군의 지휘관. 2020년 링산섬 사건때 현장에 있었으며 스트릭랜드 소령의 전사를 목격했다. 외계인의 공습에 맞서 도시를 사수한다.
칼 에른스트 라슈(Karr Erenst Rash)
하그리브의 동업자. 게임에는 등장하지 않으며 엔딩동영상에서 목소리만 짤막하게 등장한다. 하그리브, 굴드와 함께 퉁구스카를 탐사한 칼 라슈와 동일인인지는 확인되지 않았다. 동일인일 경우 그도 하그리브와 마찬가지로 모종의 방법을 이용해 생명을 연장하고 있는 것으로 추정되지만, '칼 라슈가 거부한 불멸의 길'이라는 하그리브의 언급으로 보아 가능성은 크지 않다.
CEPH
크라이시스 시리즈에 등장하는 외계생명체. 전작에서는 오징어와 비슷한 다족류 생명체의 모습을 하고 있었으며 푸른 빛을 발산했지만, 후속작에서는 인간과 비슷한 모습으로 변화했으며 붉은 빛을 띠고 있다. Ceph라고 불리게 된 이유는 두족류 (Cephalopods)에서 따온 것이다. Ceph가 지구에 온 것은 적어도 수백만년은 넘는 것으로 보이며, 인간의 출현과 진화 와중에 왜 침묵하고 있었는지는 알 수 없다. 1910년 러시아의 퉁구스카에 추락한 외계물체에서 제이콥 하그리브가 발견한 것은 Ceph의 나노기술로 보인다. 동면에서 깨어난 후 섬 전체를 극한의 기후로 변화시킨것으로 보아 원래 추운곳에서 사는 종족으로 추정된다. 링산섬에서 북한군과 미군이 대치하고 있는 와중에 활동을 개시했으며, 반중력 기술과 클로킹 기술을 갖고 있는 것으로 확인되었다. 링산섬 사건 당시에는 주변의 에너지를 흡수하는 행동이 보고되었으나 뉴욕사태에서는 보고된 바 없으며, 링산섬에서 주변을 냉각시켜 공격하는 것과는 달리 '나노 포자'라는 것을 주변 환경에 살포해 타 생명체를 말살하는 행동이 보고되었다.
CRYNET
하그리브와 라슈 등이 연합하여 설립한 회사. 생명공학, 나노기술, 첨단무기 등 다양한 분야에 손을 뻗치고 있는 거대회사로 보인다.
CELL (CryNet Enforcement & Local Logistics)
민간군사기업(PMC)으로써 CRYNET의 자회사이다. 전역 군인 등으로 구성된 엘리트 용병 부대를 구성하고 있으며 나노슈트 탈취를 위해 주인공과 대치를하나 후반부에서는 소수의 구성원만이 살아남아 Ceph에 맞서기 위해 알카트래즈와 미 해병대와 협력하게 된다.

## 멀티플레이
크라이시스의 멀티플레이는 최대 12명의 플레이어가 한 경기에 참가할 수 있고, 5개의 모드가 있다.
- 인스턴트 액션 (Instant Action): 개인전 자신을 제외한 적을 섬멸하는 것이 목표
- 팀 인스턴트 액션 (Team Instant Action): 팀전 자기팀을 제외한 적팀을 섬멸하는 것이 목표
- 크래시 사이트 (Crash Site): 쓰러트린 외계인 무리에서 에너지를 획득하고,적 팀이 에너지를 탈취하지 못하게 방해하는 것이 목표
- 캡처 더 릴레이 (Capture the Relay): 적의 릴레이를 획득해 자신의 기지로 가져오면 점수를얻는다,많은 릴레이를 획득한팀이 승리
- 어썰트 (Assault): 나노슈트 팀은 미육군 팀이 지키고 있는 터미널에서 데이터를 다운로드해와야한다, 한번죽으면 끝 (나노슈트 대원은 권총만 사용가능)
- 익스트랜션 (Extraction): 적이 방어하는 지역에서 나노슈트를 강화하는 외계 물질을 추출해야한다,모든 추출물을 획득하면 승리

현재는 멀티플레이는 서비스가 종료되어 있는 상태이다.고로 정식멀티는 플레이 할 수 없다.

## 평가
| 평가 |                                        |
| --- | -------------------------------------- |
| 통합 점수 통합사 점수 메타크리틱 (PC) 86/100 [ 1 ] (PS3) 85/100 [ 2 ] (X360) 84/100 [ 3 ] 평론 점수 평론사 점수 유로게이머 8/10 [ 4 ] 게임 인포머 9/10 [ 5 ] 게임프로 [ 6 ] 게임스팟 8.5/10 [ 7 ] 게임스파이 [ 8 ] IGN 9/10 [ 9 ] OXM (US) 9/10 [ 10 ] PC 게이머 (US) 89 [ 11 ] 엑스플레이 [ 12 ] |                                        |
| 통합 점수 |                                        |
| 통합사 | 점수                                   |
| 메타크리틱 | (PC) 86/100 (PS3) 85/100 (X360) 84/100 |
| 평론 점수 |                                        |
| 평론사 | 점수                                   |
| 유로게이머 | 8/10                                   |
| 게임 인포머 | 9/10                                   |
| 게임프로 | [ 6 ]                                  |
| 게임스팟 | 8.5/10                                 |
| 게임스파이 | [ 8 ]                                  |
| IGN | 9/10                                   |
| OXM (US) | 9/10                                   |
| PC 게이머 (US) | 89                                     |
| 엑스플레이 | [ 12 ]                                 |